# Tour of Scotland 1974
Das Etappenrennen für Amateure Tour of Scotland 1974 (auch Scottish Milk Race) führte im Juli über sechs Etappen. Es war die 17. Austragung der Rundfahrt. Die Tour of Scotland war Bestandteil des Rennkalenders der Association Internationale des Organisateurs de Courses Cyclistes (AIOCC) in der Union Cycliste Internationale (UCI). Gesamtsieger wurde Kevin Apter.

## Teilnehmer
Am Start standen 72 Radrennfahrer aus sieben Ländern. Beteiligt waren Nationalmannschaften aus der DDR, Großbritannien, Schottland, Belgien, der Schweiz, Irland, der Tschechoslowakei und Kanada. Dazu kamen zwei Nachwuchsteams aus Schottland und Großbritannien.
Die DDR startete mit Hans-Joachim Hartnick, Bernd Fischer, Michael Schiffner, Michael Milde, Karl-Dietrich Diers und Wolfgang Wesemann.

## Rennen
Veranstalter war der schottische Radsportverband. Die Gesamtdistanz betrug 760 Kilometer, wobei es keinen Ruhetag gab. Es wurde ein Einzelzeitfahren ausgetragen.

## Etappen
Die Rundfahrt führte über insgesamt sechs Etappen.
1. Etappe Glasgow–Leven, 170 Kilometer: Sieger Kevin Apter, Großbritannien
2. Etappe Leven–Montrose 150 Kilometer: Sieger Wolfgang Wesemann, DDR
3. Etappe Montrose–Stirling 160 Kilometer: Sieger Léo Van Thielen, Belgien
4. Etappe Einzelzeitfahren in Stirling 40 Kilometer: Sieger Hans Känel, Schweiz
5. Etappe Kriterium in Stirling 94 Kilometer: Jiří Bartolšic, Tschechoslowakei
6. Etappe Stirling–Ayr 146 Kilometer Sieger: Tony Gornall, Großbritannien

## Ergebnis
| Platz | Name                  | Mannschaft       | Zeit       |
| ----- | --------------------- | ---------------- | ---------- |
| 1.    | Kevin Apter           | Großbritannien   | 19:17:09 h |
| 2.    | Jiří Bartolšic        | Tschechoslowakei | + 0:57 min |
| 3.    | Hans-Joachim Hartnick | DDR              | + 2:54 min |
| 4.    | Bernd Fischer         | DDR              | + 3:17 min |
| 5.    | Tony Gornall          | Großbritannien   | + 3:46 min |
| 6.    | Antonín Bartoníček    | Tschechoslowakei | + 4:50 min |